# 조영석 (스키 선수)
조영석(趙永石, 1934년 1월 1일~)은 대한민국의 알파인 스키 선수로, 1964년 동계 올림픽에 참가했다.